# Sant Pere de Talteüll
Sant Pere de Talteüll és l'església del poble de Talteüll, entitat de població de municipi de Massoteres, situada prop de l'antic castell de Talteüll, en un tossal de 481 m d'altitud a l'esquerra del riu Llobregós. Està inclosa en l'Inventari del Patrimoni Arquitectònic de Catalunya i l'octubre de 2019 va ser declarada Bé Cultural d'Interès Nacional, en la categoria de Monument Històric.

## Història
L'any 1065, en el testament sacramental d'Ermengarda, jurat sobre l'altar de Sant Protasi d'Ivorra, la testadora llegà una peça de terra a l'església de «Santi Petri Taltevolio». El 1075, el comte d'Urgell Ermengol IV feu donació de l'església de Talteüll a la canònica de Solsona. L'any 1077, l'església fou consagrada pel bisbe francès Amat D'Oloron, legat pontifici de Gregori VII. La donació a la canònica de Solsona fou corroborada l'any 1097 en la butlla del papa Urbà II i l'any 1151, en la del papa Eugeni III. També consta com a possessió de Solsona en la tercera consagració, l'any 1163 i en butlles papals posteriors.
A finals del segle xiii, l'església de Talteüll figura en la relació d'esglésies que contribuïren al delme papal recaptat a la diòcesi d'Urgell els anys 1279 i 1280 i el 1391 en que era rector Joan Vilella. Va romandre al bisbat d'Urgell fins a la creació de la diòcesi de Solsona a final del segle xvi. A la darreria del segle xix, el bisbe de Solsona convertí Talteüll en sufragània de Sant Salvador de Massoteres, amb la qual cosa perdé el seu rang parroquial.

## Arquitectura

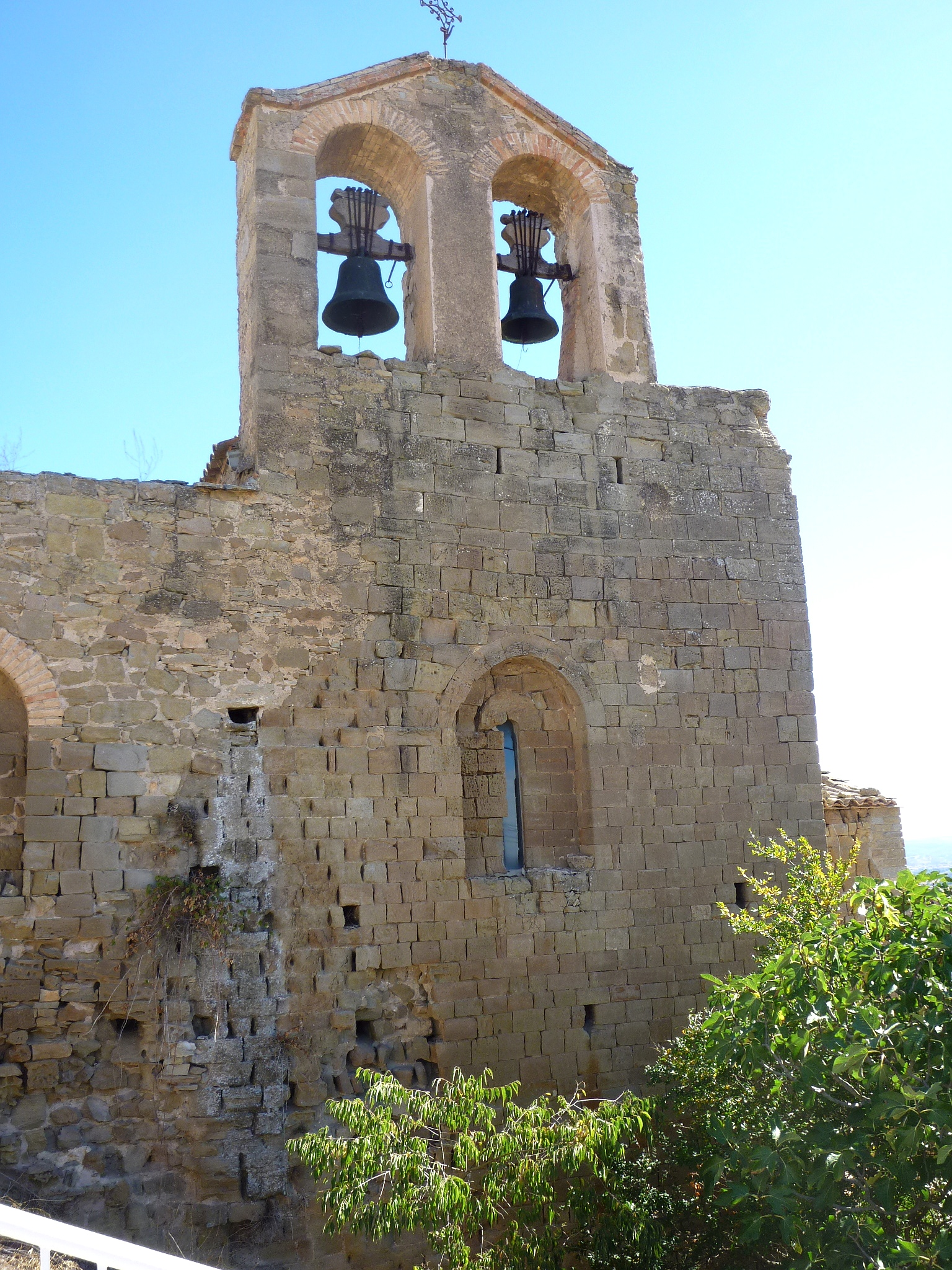
Campanar d'espadanya, façana de ponent.

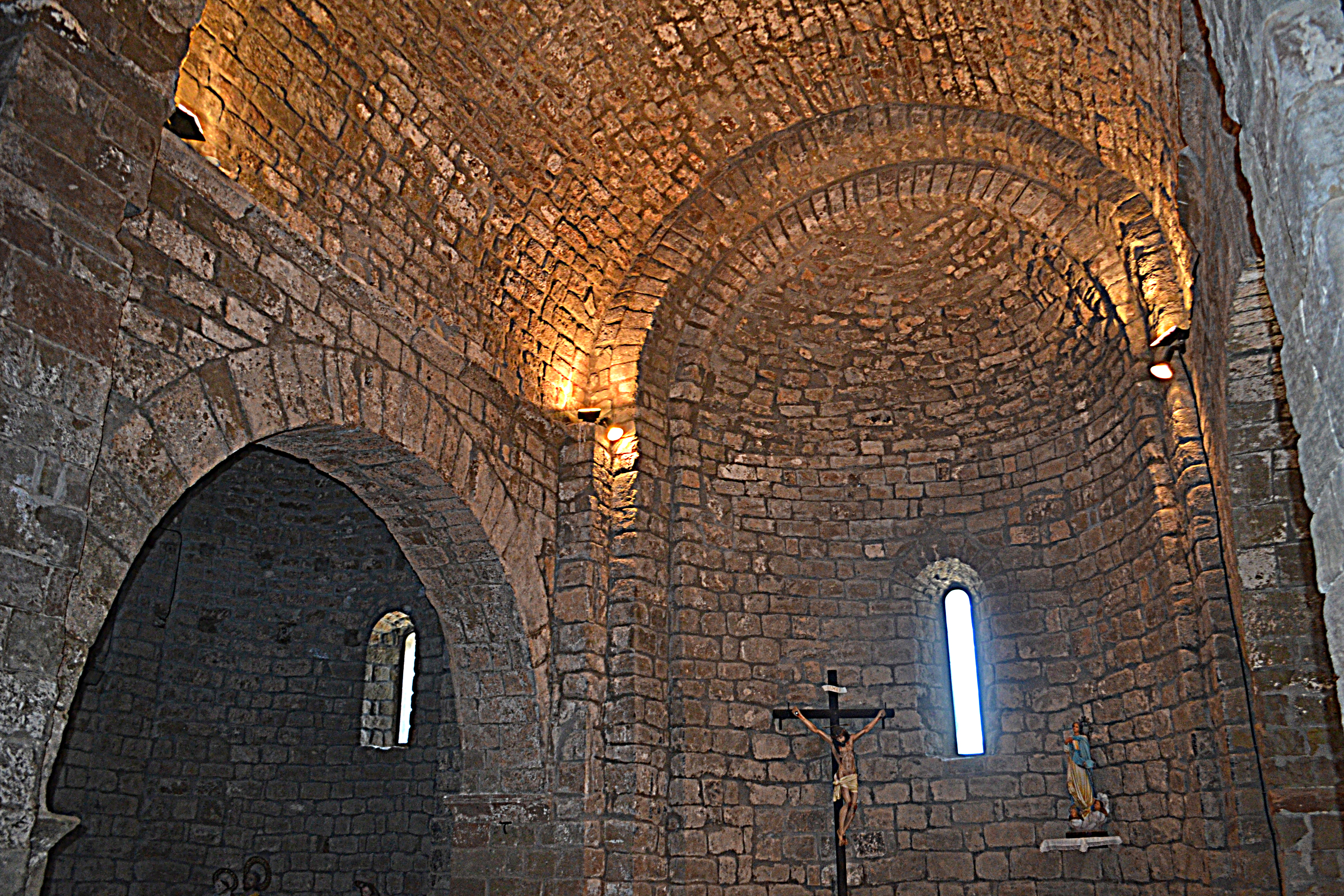
Interior de l'església.

En el seu conjunt, s'adscriu plenament a les formulacions de l'arquitectura llombarda però, per la seva estructura, és un edifici totalment excepcional en l'arquitectura del seu temps. Dues naus paral·leles cobertes per volta de canó de perfil semicircular reforçades per un arc toral. Aquestes naus són separades per dos arcs formers que arranquen de pilars rectangulars adossats als murs perimetrals, i d'un únic pilar cruciforme situat al bell mig.
Les naus són capçades a llevant per dos absis semicirculars que no arriben al semicercle. El del nord presenta un arc més petit i excèntric que el del sud. Els absis s'obren mitjançant sengles arcs presbiterals molt estrets. Al costat dels absis s'obre la porta d'accés al temple feta amb un arc de mig punt de grosses dovelles extradossades per una motllura. La porta és clarament gòtica (segles XV o XVI).
Al centre de cada absis s'obre una finestra de doble esqueixada; la de l'absis nord presenta les dovelles de l'arc interior extradossades per una filada de lloses planes, construcció totalment estranya en la part interior d'una finestra. Al mur de ponent de cada nau s'obre una finestra d'una esqueixada emfasitzada exteriorment i internament per una arquivolta recta, molt ample l'exterior.
El transsepte, obert immediatament abans dels arcs preabsidals, és molt allargat, cobert amb volta de canó semicircular i perpendicular a les voltes de les naus. Al nord s'hi troba la porta original feta amb un arc de mig punt. La composició del transsepte és singularment irregular per la desconnexió de la capçalera i per l'obertura de les portes, tant l'original com la que s'obrí el segle xvi. Aquesta irregularitat donà peu a la creença equivocada que el l'església era formada per dos temples de construcció diferent.
Les façanes són llises i mancades d'ornamentació a excepció dels absis que presenten els característics motius llombards del fris d'arcuacions sota el ràfec, organitzat en sèries entre lesenes verticals. L'aparell constructiu de les façanes és força uniforme; carreus quasi quadrats com llambordes, més acurat i polit cap a ponent.
Sant Pere de Talteüll és una obra unitària i de concepció molt singular, executada per equips diversos, segurament correlatius. La datació es pot situar en el període d'esgotament expressiu de les formes llombardes; els darrers anys del segle xi.